# 長野市立西部中学校
長野市立西部中学校（ながのしりつ せいぶちゅうがっこう）は、長野県長野市新諏訪にある公立中学校。

## 概要
- 長野市の中心部の西側にある学校であり、長野市立芋井中学校の統合前までは中山間地域の麓にあった学校であったが、統合後からは中山間部も校区に含まれた。

### トルコ共和国との交流
- 異文化理解学習の一環として、トルコとの交流を実施している。[1]
- 2020年以降交流は中止されていたが、2024年7月から交流が再開

### 校章
- 1950年5月に制定され、リンドウの花の中に「中」を配し、当時の初代の校長と当時の美術教師が中心となって考案されたもの。[2]

## 沿革
- 1950年（昭和25年）4月1日 - 開校する。[3]
- 2012年（平成24年）4月1日 - 長野市立芋井中学校と統合し、長野市立芋井小学校が通学区域に追加される。[4]

## 行事
- りんどう祭 - 当校の文化祭の別名である。
- りんどう音楽会 -  当校の音楽会の別名である。
- りんどう祭前日祭 - りんどう祭前日に行われ日である。(第75期校友会)

## 校区
以下の小学校が通学区域である。
- 長野市立加茂小学校
- 長野市立城山小学校
- 長野市立鍋屋田小学校
- 長野市立山王小学校
- 長野市立芋井小学校
- 長野市立後町小学校(かつての通学区域)

## 著名な出身者
- 綿内克幸（シンガーソングライター）
- 内田仁菜（ファッションモデル）
- カラサワイサオ（アクション監督）